# Bill Cayton
Bill Cayton, de son vrai nom William D'Arcy Cayton, est un homme d'affaires et promoteur de boxe américain né le 6 juin 1918 à New York et mort le 4 octobre 2003.

## Biographie
Diplômé en 1937 de l'Université du Maryland en chimie, il fait son apparition dans le monde de la boxe lorsqu’après avoir créé sa propre société de publicité Cayton Inc. en 1945, il convainc l'un de ses clients, Chesebrough Manufacturing Company, de faire connaitre ses produits lors des retransmissions télé des principaux combats américains. Très vite, il acquiert les droits télés des anciens combats de Jack Johnson, Jack Dempsey, Joe Louis ou encore Henry Armstrong ce qui l'amène à produire des documentaires sportifs intitulés Greatest Fights of the Century (aidé en cela par Chesebrough). 
En 1952, Cayton crée Big Fights Inc. qui rassemblera bientôt la principale collection de films dédiés à la boxe. À partir des années 1970, il devient promoteur aux côtés de Jim Jacobs et organise les combats d'Edwin Rosario, Wilfred Benitez et du jeune Mike Tyson. Après la mort de Jacobs en 1988, il manage à lui seul la carrière de Tommy Morrison, Vinny Pazienza et Jeremy Williams.

## Distinction
- Bill Cayton est membre de l'International Boxing Hall of Fame depuis 2005[1].